# Mistrovství světa v alpském lyžování 2021 – slalom mužů
Slalom mužů na Mistrovství světa v alpském lyžování 2021 se konal v neděli 21. února 2021 jako šestý a poslední mužský závod světového šampionátu v Cortiěa d'Ampezzo. Kvalifikace se uskutečnila na sjezdovce Lino Lacedelli s jednodenním předstihem 20. února. Úvodní kolo slalomu na sjezdovce Druscié odstartovalo v 10 hodin a druhá část na něj navázala od 13.30 hodin. Do závodu nastoupilo 100 slalomářů z 54 států.
Dvojnásobným obhájcem zlata byl rakouský lyžař Marcel Hirscher, který v září 2019 ukončil závodní dráhu. Hlavní favorit závodu a vedoucí muž průběžné slalomové klasifikace Světového poháru, Rakušan Marco Schwarz, nedojel do cíle druhého kola. Po první části mu patřila osmá příčka a ve druhé jízdě tak riskoval, aby se přiblížil medailovým pozicím.

## Medailisté
Mistrem světa se stal 29letý rakouský lídr Nor Sebastian Foss-Solevåg, který na zlato útočil z třetího místa po prvním kole. Ve druhé jízdě však dosáhl nejrychlejší čas ze slalomářů a získal první individuální medaili na světových šampionátech. Jako člen norského týmu v Cortině navázal na vítězství z týmové soutěže. V předchozí kariéře dosáhl ve Světovém poháru jediné výhry, když v lednu 2021 ovládl slalom ve Flachau, což třetího muže průběžného pořadí ve slalomu řadilo do pole favoritů. Stal se tak prvním slalomářským mistrem světa z Norska od titulu Toma Stiansena v Sestriere 1997.
Se ztrátou dvaceti jedna setin sekundy vybojoval stříbrný kov 24letý Rakušan Adrian Pertl, který po první části závodu vedl. Třetí nejrychlejší jízdou ve druhé polovině si pojistil druhou pozici. Světový juniorský šampion ve slalomu z roku 2017 nastoupil teprve do druhého závodu na mistrovstvích světa, a prvního který dokončil, když v cortinském paralelním obřím slalomu vypadl na trati.
Bronz si odvezl 26letý Nor Henrik Kristoffersen, který po šesté nejrychlejší první fázi závodu skončil ve druhém kole druhý. Za vítězem zaostal o čtyřicet šest setin sekundy. Po titulu z obřího slalomu ve Svatém Mořici 2019 si připsal druhou medaili ze světových šampionátů.

## Výsledky
| P                                                                                   | SČ  | lyžař                          | stát                    | 1. kolo                 | pořadí                  | 2. kolo                 | pořadí                  | celkově                 | ztráta                  |
| ----------------------------------------------------------------------------------- | --- | ------------------------------ | ----------------------- | ----------------------- | ----------------------- | ----------------------- | ----------------------- | ----------------------- | ----------------------- |
| Zlatá medaile                                                                       | 2   | Sebastian Foss-Solevåg         | Norsko                  | 52,40                   | 3.                      | 54,08                   | 1.                      | 1:46,48                 | —                       |
| Stříbrná medaile                                                                    | 8   | Adrian Pertl                   | Rakousko                | 52,24                   | 1.                      | 54,45                   | 3.                      | 1:46,69                 | +0,21                   |
| Bronzová medaile                                                                    | 4   | Henrik Kristoffersen           | Norsko                  | 52,62                   | 6.                      | 54,32                   | 2.                      | 1:46,94                 | +0,46                   |
| 4.                                                                                  | 17  | Alex Vinatzer                  | Itálie                  | 52,38                   | 2.                      | 55,30                   | 10.                     | 1:47,68                 | +1,20                   |
| 5.                                                                                  | 9   | Daniel Yule                    | Švýcarsko               | 52,88                   | 9.                      | 54,82                   | 5.                      | 1:47,70                 | +1,22                   |
| 6.                                                                                  | 31  | Istok Rodeš                    | Chorvatsko              | 53,22                   | 14.                     | 54,62                   | 4.                      | 1:47,84                 | +1,36                   |
| 7.                                                                                  | 22  | Štefan Hadalin                 | Slovinsko               | 53,06                   | 11.                     | 54,92                   | 7.                      | 1:47,98                 | +1,50                   |
| 7.                                                                                  | 1   | Alexis Pinturault              | Francie                 | 52,65                   | 7.                      | 55,33                   | 11.                     | 1:47,98                 | +1,50                   |
| 9.                                                                                  | 10  | Michael Matt                   | Rakousko                | 53,19                   | 13.                     | 54,85                   | 6.                      | 1:48,04                 | +1,56                   |
| 10.                                                                                 | 29  | Armand Marchant                | Belgie                  | 53,13                   | 12.                     | 55,09                   | 8.                      | 1:48,22                 | +1,74                   |
| 11.                                                                                 | 3   | Ramon Zenhäusern               | Švýcarsko               | 53,89                   | 21.                     | 55,09                   | 8.                      | 1:48,98                 | +2,50                   |
| 12.                                                                                 | 30  | Matej Vidović                  | Chorvatsko              | 53,44                   | 16.                     | 55,58                   | 12.                     | 1:49,02                 | +2,54                   |
| 13.                                                                                 | 34  | Benjamin Ritchie               | USA                     | 53,51                   | 17.                     | 55,72                   | 13.                     | 1:49,23                 | +2,75                   |
| 14.                                                                                 | 19  | Manfred Mölgg                  | Itálie                  | 53,64                   | 20.                     | 55,89                   | 14.                     | 1:49,53                 | +3,05                   |
| 15.                                                                                 | 15  | Linus Straßer                  | Německo                 | 53,95                   | 23.                     | 55,89                   | 14.                     | 1:49,84                 | +3,36                   |
| 16.                                                                                 | 49  | Simon Jefimov                  | Ruská lyžařská federace | 53,55                   | 19.                     | 56,75                   | 16.                     | 1:50,30                 | +3,82                   |
| 17.                                                                                 | 36  | Ondřej Berndt                  | Česko                   | 54,75                   | 27.                     | 57,25                   | 17.                     | 1:52,00                 | +5,52                   |
| 18.                                                                                 | 51  | Tijan Marovt                   | Slovinsko               | 55,30                   | 28.                     | 57,60                   | 18.                     | 1:52,90                 | +6,42                   |
| 19.                                                                                 | 44  | Aljaž Dvornik                  | Slovinsko               | 56,31                   | 32                      | 58,01                   | 19                      | 1:54,32                 | +7,84                   |
| 20.                                                                                 | 50  | Alex Puente Tasias             | Španělsko               | 55,89                   | 31.                     | 58,69                   | 20.                     | 1:54,58                 | +8,10                   |
| 21.                                                                                 | 5   | Clément Noël                   | Francie                 | 52,58                   | 5.                      | 1:04,03                 | 29.                     | 1:56,61                 | +10,13                  |
| 22.                                                                                 | 60  | Nikita Alechin                 | Ruská lyžařská federace | 56,48                   | 33.                     | 1:00,29                 | 21.                     | 1:56,77                 | +10,29                  |
| 23.                                                                                 | 66  | Cormac Comerford               | Irsko                   | 59,37                   | 40.                     | 1:00,67                 | 22.                     | 2:00,04                 | +13,56                  |
| 24.                                                                                 | 73  | Filip Baláž                    | Slovensko               | 58,28                   | 38.                     | 1:02,27                 | 24.                     | 2:00,55                 | +14,07                  |
| 25.                                                                                 | 84  | Márton Kékesi                  | Maďarsko                | 1:00,12                 | 41.                     | 1:00,87                 | 23.                     | 2:00,99                 | +14,51                  |
| 26.                                                                                 | 64  | Casper Dyrbye Næsted           | Dánsko                  | 58,87                   | 39.                     | 1:02,48                 | 25.                     | 2:01,35                 | +14,87                  |
| 27.                                                                                 | 58  | Cristian Javier Simari Birkner | Argentina               | 58,17                   | 37.                     | 1:03,65                 | 27.                     | 2:01,82                 | +15,34                  |
| 28.                                                                                 | 79  | Matthieu Osch                  | Lucembursko             | 1:00,21                 | 42.                     | 1:03,18                 | 26.                     | 2:03,39                 | +16,91                  |
| 29.                                                                                 | 80  | Erjon Tola                     | Albánie                 | 1:01,20                 | 43.                     | 1:03,96                 | 28.                     | 2:05,16                 | +18,68                  |
| 30.                                                                                 | 88  | Ivan Kovbasňuk                 | Ukrajina                | 1:02,07                 | 46.                     | 1:05,12                 | 30.                     | 2:07,19                 | +20,71                  |
| 31.                                                                                 | 87  | Dardan Dehari                  | Severní Makedonie       | 1:02,42                 | 47.                     | 1:07,21                 | 32.                     | 2:09,63                 | +23,15                  |
| 32.                                                                                 | 94  | Albin Táhiri                   | Kosovo                  | 1:04,63                 | 49.                     | 1:07,84                 | 33.                     | 2:12,47                 | +25,99                  |
| 33.                                                                                 | 96  | Cesar Arnouk                   | Libanon                 | 1:06,17                 | 52.                     | 1:06,92                 | 31.                     | 2:13,09                 | +26,61                  |
| 34.                                                                                 | 89  | Behnam Kia Shemshaki           | Írán                    | 1:06,67                 | 53.                     | 1:09,53                 | 34.                     | 2:16,20                 | +29,72                  |
| 35.                                                                                 | 98  | Alberto Tamagnini              | San Marino              | 1:06,97                 | 54.                     | 1:11,14                 | 35.                     | 2:18,11                 | +31,63                  |
| 36.                                                                                 | 91  | Yianno Kouyoumdjian            | Kypr                    | 1:06,11                 | 51.                     | 1:16,63                 | 36.                     | 2:22,74                 | +36,26                  |
| 37.                                                                                 | 97  | Yohan Goutt Goncalves          | Východní Timor          | 1:12,62                 | 55.                     | 1:20,60                 | 37.                     | 2:33,22                 | +46,74                  |
| —                                                                                   | 20  | Kristoffer Jakobsen            | Švédsko                 | 52,42                   | 4.                      | nedojel do cíle 2. kola | nedojel do cíle 2. kola | nedojel do cíle 2. kola | nedojel do cíle 2. kola |
| —                                                                                   | 7   | Marco Schwarz                  | Rakousko                | 52,81                   | 8.                      | nedojel do cíle 2. kola | nedojel do cíle 2. kola | nedojel do cíle 2. kola | nedojel do cíle 2. kola |
| —                                                                                   | 43  | Jett Seymour                   | USA                     | 52,92                   | 10.                     | nedojel do cíle 2. kola | nedojel do cíle 2. kola | nedojel do cíle 2. kola | nedojel do cíle 2. kola |
| —                                                                                   | 38  | Luke Winters                   | USA                     | 53,36                   | 15.                     | nedojel do cíle 2. kola | nedojel do cíle 2. kola | nedojel do cíle 2. kola | nedojel do cíle 2. kola |
| —                                                                                   | 23  | Albert Popov                   | Bulharsko               | 53,54                   | 18.                     | nedojel do cíle 2. kola | nedojel do cíle 2. kola | nedojel do cíle 2. kola | nedojel do cíle 2. kola |
| —                                                                                   | 33  | AJ Ginnis                      | Řecko                   | 53,90                   | 22.                     | nedojel do cíle 2. kola | nedojel do cíle 2. kola | nedojel do cíle 2. kola | nedojel do cíle 2. kola |
| —                                                                                   | 6   | Manuel Feller                  | Rakousko                | 54,02                   | 24.                     | nedojel do cíle 2. kola | nedojel do cíle 2. kola | nedojel do cíle 2. kola | nedojel do cíle 2. kola |
| —                                                                                   | 16  | Filip Zubčić                   | Chorvatsko              | 54,24                   | 25.                     | nedojel do cíle 2. kola | nedojel do cíle 2. kola | nedojel do cíle 2. kola | nedojel do cíle 2. kola |
| —                                                                                   | 27  | Erik Read                      | Kanada                  | 54,46                   | 26.                     | nedojel do cíle 2. kola | nedojel do cíle 2. kola | nedojel do cíle 2. kola | nedojel do cíle 2. kola |
| —                                                                                   | 54  | Tom Verbeke                    | Belgie                  | 55,43                   | 29.                     | nedojel do cíle 2. kola | nedojel do cíle 2. kola | nedojel do cíle 2. kola | nedojel do cíle 2. kola |
| —                                                                                   | 45  | Joaquim Salarich               | Španělsko               | 55,48                   | 30.                     | nedojel do cíle 2. kola | nedojel do cíle 2. kola | nedojel do cíle 2. kola | nedojel do cíle 2. kola |
| —                                                                                   | 52  | Tormis Laine                   | Estonsko                | 57,04                   | 34.                     | nedojel do cíle 2. kola | nedojel do cíle 2. kola | nedojel do cíle 2. kola | nedojel do cíle 2. kola |
| —                                                                                   | 71  | Jack Adams                     | Nový Zéland             | 57,47                   | 35.                     | nedojel do cíle 2. kola | nedojel do cíle 2. kola | nedojel do cíle 2. kola | nedojel do cíle 2. kola |
| —                                                                                   | 67  | Juan Pablo Vallecillo          | Argentina               | 58,11                   | 36.                     | nedojel do cíle 2. kola | nedojel do cíle 2. kola | nedojel do cíle 2. kola | nedojel do cíle 2. kola |
| —                                                                                   | 93  | Richardson Viano               | Haiti                   | 1:01,34                 | 44.                     | nedojel do cíle 2. kola | nedojel do cíle 2. kola | nedojel do cíle 2. kola | nedojel do cíle 2. kola |
| —                                                                                   | 85  | Baptiste Aranjo                | Portugalsko             | 1:01,76                 | 45.                     | nedojel do cíle 2. kola | nedojel do cíle 2. kola | nedojel do cíle 2. kola | nedojel do cíle 2. kola |
| —                                                                                   | 92  | Haruťun Haruťunjan             | Arménie                 | 1:03,44                 | 48.                     | nedojel do cíle 2. kola | nedojel do cíle 2. kola | nedojel do cíle 2. kola | nedojel do cíle 2. kola |
| —                                                                                   | 83  | Michael Poettoz                | Kolumbie                | 1:04,84                 | 50.                     | nedojel do cíle 2. kola | nedojel do cíle 2. kola | nedojel do cíle 2. kola | nedojel do cíle 2. kola |
| —                                                                                   | 11  | Alexander Chorošilov           | Ruská lyžařská federace | nedojel do cíle 1. kola | nedojel do cíle 1. kola | nedojel do cíle 1. kola | nedojel do cíle 1. kola | nedojel do cíle 1. kola | nedojel do cíle 1. kola |
| —                                                                                   | 12  | Loïc Meillard                  | Švýcarsko               | nedojel do cíle 1. kola | nedojel do cíle 1. kola | nedojel do cíle 1. kola | nedojel do cíle 1. kola | nedojel do cíle 1. kola | nedojel do cíle 1. kola |
| —                                                                                   | 13  | Victor Muffat-Jeandet          | Francie                 | nedojel do cíle 1. kola | nedojel do cíle 1. kola | nedojel do cíle 1. kola | nedojel do cíle 1. kola | nedojel do cíle 1. kola | nedojel do cíle 1. kola |
| —                                                                                   | 14  | Dave Ryding                    | Spojené království      | nedojel do cíle 1. kola | nedojel do cíle 1. kola | nedojel do cíle 1. kola | nedojel do cíle 1. kola | nedojel do cíle 1. kola | nedojel do cíle 1. kola |
| —                                                                                   | 18  | Luca Aerni                     | Švýcarsko               | nedojel do cíle 1. kola | nedojel do cíle 1. kola | nedojel do cíle 1. kola | nedojel do cíle 1. kola | nedojel do cíle 1. kola | nedojel do cíle 1. kola |
| —                                                                                   | 21  | Jean-Baptiste Grange           | Francie                 | nedojel do cíle 1. kola | nedojel do cíle 1. kola | nedojel do cíle 1. kola | nedojel do cíle 1. kola | nedojel do cíle 1. kola | nedojel do cíle 1. kola |
| —                                                                                   | 24  | Stefano Gross                  | Itálie                  | nedojel do cíle 1. kola | nedojel do cíle 1. kola | nedojel do cíle 1. kola | nedojel do cíle 1. kola | nedojel do cíle 1. kola | nedojel do cíle 1. kola |
| —                                                                                   | 25  | Timon Haugan                   | Norsko                  | nedojel do cíle 1. kola | nedojel do cíle 1. kola | nedojel do cíle 1. kola | nedojel do cíle 1. kola | nedojel do cíle 1. kola | nedojel do cíle 1. kola |
| —                                                                                   | 28  | Sebastian Holzmann             | Německo                 | nedojel do cíle 1. kola | nedojel do cíle 1. kola | nedojel do cíle 1. kola | nedojel do cíle 1. kola | nedojel do cíle 1. kola | nedojel do cíle 1. kola |
| —                                                                                   | 32  | Žan Kranjec                    | Slovinsko               | nedojel do cíle 1. kola | nedojel do cíle 1. kola | nedojel do cíle 1. kola | nedojel do cíle 1. kola | nedojel do cíle 1. kola | nedojel do cíle 1. kola |
| —                                                                                   | 35  | Samuel Kolega                  | Chorvatsko              | nedojel do cíle 1. kola | nedojel do cíle 1. kola | nedojel do cíle 1. kola | nedojel do cíle 1. kola | nedojel do cíle 1. kola | nedojel do cíle 1. kola |
| —                                                                                   | 37  | Jan Zabystřan                  | Česko                   | nedojel do cíle 1. kola | nedojel do cíle 1. kola | nedojel do cíle 1. kola | nedojel do cíle 1. kola | nedojel do cíle 1. kola | nedojel do cíle 1. kola |
| —                                                                                   | 39  | Billy Major                    | Spojené království      | nedojel do cíle 1. kola | nedojel do cíle 1. kola | nedojel do cíle 1. kola | nedojel do cíle 1. kola | nedojel do cíle 1. kola | nedojel do cíle 1. kola |
| —                                                                                   | 40  | Juan del Campo                 | Španělsko               | nedojel do cíle 1. kola | nedojel do cíle 1. kola | nedojel do cíle 1. kola | nedojel do cíle 1. kola | nedojel do cíle 1. kola | nedojel do cíle 1. kola |
| —                                                                                   | 41  | Laurie Taylor                  | Spojené království      | nedojel do cíle 1. kola | nedojel do cíle 1. kola | nedojel do cíle 1. kola | nedojel do cíle 1. kola | nedojel do cíle 1. kola | nedojel do cíle 1. kola |
| —                                                                                   | 42  | William Hansson                | Švédsko                 | nedojel do cíle 1. kola | nedojel do cíle 1. kola | nedojel do cíle 1. kola | nedojel do cíle 1. kola | nedojel do cíle 1. kola | nedojel do cíle 1. kola |
| —                                                                                   | 46  | Kryštof Krýzl                  | Česko                   | nedojel do cíle 1. kola | nedojel do cíle 1. kola | nedojel do cíle 1. kola | nedojel do cíle 1. kola | nedojel do cíle 1. kola | nedojel do cíle 1. kola |
| —                                                                                   | 47  | Johei Kojama                   | Japonsko                | nedojel do cíle 1. kola | nedojel do cíle 1. kola | nedojel do cíle 1. kola | nedojel do cíle 1. kola | nedojel do cíle 1. kola | nedojel do cíle 1. kola |
| —                                                                                   | 48  | Dries Van den Broecke          | Belgie                  | nedojel do cíle 1. kola | nedojel do cíle 1. kola | nedojel do cíle 1. kola | nedojel do cíle 1. kola | nedojel do cíle 1. kola | nedojel do cíle 1. kola |
| —                                                                                   | 53  | Alex Leever                    | USA                     | nedojel do cíle 1. kola | nedojel do cíle 1. kola | nedojel do cíle 1. kola | nedojel do cíle 1. kola | nedojel do cíle 1. kola | nedojel do cíle 1. kola |
| —                                                                                   | 55  | Seigo Kató                     | Japonsko                | nedojel do cíle 1. kola | nedojel do cíle 1. kola | nedojel do cíle 1. kola | nedojel do cíle 1. kola | nedojel do cíle 1. kola | nedojel do cíle 1. kola |
| —                                                                                   | 56  | Hong Dong-kwan                 | Jižní Korea             | nedojel do cíle 1. kola | nedojel do cíle 1. kola | nedojel do cíle 1. kola | nedojel do cíle 1. kola | nedojel do cíle 1. kola | nedojel do cíle 1. kola |
| —                                                                                   | 57  | Kamen Zlatkov                  | Bulharsko               | nedojel do cíle 1. kola | nedojel do cíle 1. kola | nedojel do cíle 1. kola | nedojel do cíle 1. kola | nedojel do cíle 1. kola | nedojel do cíle 1. kola |
| —                                                                                   | 59  | Sturla Snær Snorrason          | Island                  | nedojel do cíle 1. kola | nedojel do cíle 1. kola | nedojel do cíle 1. kola | nedojel do cíle 1. kola | nedojel do cíle 1. kola | nedojel do cíle 1. kola |
| —                                                                                   | 61  | Emir Lokmić                    | Bosna a Hercegovina     | nedojel do cíle 1. kola | nedojel do cíle 1. kola | nedojel do cíle 1. kola | nedojel do cíle 1. kola | nedojel do cíle 1. kola | nedojel do cíle 1. kola |
| —                                                                                   | 62  | Juhan Luik                     | Estonsko                | nedojel do cíle 1. kola | nedojel do cíle 1. kola | nedojel do cíle 1. kola | nedojel do cíle 1. kola | nedojel do cíle 1. kola | nedojel do cíle 1. kola |
| —                                                                                   | 63  | Strahinja Stanišić             | Srbsko                  | nedojel do cíle 1. kola | nedojel do cíle 1. kola | nedojel do cíle 1. kola | nedojel do cíle 1. kola | nedojel do cíle 1. kola | nedojel do cíle 1. kola |
| —                                                                                   | 65  | Kalin Zlatkov                  | Bulharsko               | nedojel do cíle 1. kola | nedojel do cíle 1. kola | nedojel do cíle 1. kola | nedojel do cíle 1. kola | nedojel do cíle 1. kola | nedojel do cíle 1. kola |
| —                                                                                   | 68  | Itamar Biran                   | Izrael                  | nedojel do cíle 1. kola | nedojel do cíle 1. kola | nedojel do cíle 1. kola | nedojel do cíle 1. kola | nedojel do cíle 1. kola | nedojel do cíle 1. kola |
| —                                                                                   | 69  | Ioannis Proios                 | Řecko                   | nedojel do cíle 1. kola | nedojel do cíle 1. kola | nedojel do cíle 1. kola | nedojel do cíle 1. kola | nedojel do cíle 1. kola | nedojel do cíle 1. kola |
| —                                                                                   | 70  | Eliot Grandjean                | Belgie                  | nedojel do cíle 1. kola | nedojel do cíle 1. kola | nedojel do cíle 1. kola | nedojel do cíle 1. kola | nedojel do cíle 1. kola | nedojel do cíle 1. kola |
| —                                                                                   | 72  | Andrej Drukarov                | Litva                   | nedojel do cíle 1. kola | nedojel do cíle 1. kola | nedojel do cíle 1. kola | nedojel do cíle 1. kola | nedojel do cíle 1. kola | nedojel do cíle 1. kola |
| —                                                                                   | 74  | Michel Macedo                  | Brazílie                | nedojel do cíle 1. kola | nedojel do cíle 1. kola | nedojel do cíle 1. kola | nedojel do cíle 1. kola | nedojel do cíle 1. kola | nedojel do cíle 1. kola |
| —                                                                                   | 75  | Ioannis Antoniou               | Řecko                   | nedojel do cíle 1. kola | nedojel do cíle 1. kola | nedojel do cíle 1. kola | nedojel do cíle 1. kola | nedojel do cíle 1. kola | nedojel do cíle 1. kola |
| —                                                                                   | 76  | Elvis Opmanis                  | Lotyšsko                | nedojel do cíle 1. kola | nedojel do cíle 1. kola | nedojel do cíle 1. kola | nedojel do cíle 1. kola | nedojel do cíle 1. kola | nedojel do cíle 1. kola |
| —                                                                                   | 77  | Andrés Figueroa                | Chile                   | nedojel do cíle 1. kola | nedojel do cíle 1. kola | nedojel do cíle 1. kola | nedojel do cíle 1. kola | nedojel do cíle 1. kola | nedojel do cíle 1. kola |
| —                                                                                   | 78  | Konstantin Stoilov             | Bulharsko               | nedojel do cíle 1. kola | nedojel do cíle 1. kola | nedojel do cíle 1. kola | nedojel do cíle 1. kola | nedojel do cíle 1. kola | nedojel do cíle 1. kola |
| —                                                                                   | 81  | Marcus Vorre                   | Dánsko                  | nedojel do cíle 1. kola | nedojel do cíle 1. kola | nedojel do cíle 1. kola | nedojel do cíle 1. kola | nedojel do cíle 1. kola | nedojel do cíle 1. kola |
| —                                                                                   | 82  | Eldar Salihović                | Černá Hora              | nedojel do cíle 1. kola | nedojel do cíle 1. kola | nedojel do cíle 1. kola | nedojel do cíle 1. kola | nedojel do cíle 1. kola | nedojel do cíle 1. kola |
| —                                                                                   | 86  | Kevin Qerimi                   | Albánie                 | nedojel do cíle 1. kola | nedojel do cíle 1. kola | nedojel do cíle 1. kola | nedojel do cíle 1. kola | nedojel do cíle 1. kola | nedojel do cíle 1. kola |
| —                                                                                   | 90  | Alexandru Stefanescu           | Rumunsko                | nedojel do cíle 1. kola | nedojel do cíle 1. kola | nedojel do cíle 1. kola | nedojel do cíle 1. kola | nedojel do cíle 1. kola | nedojel do cíle 1. kola |
| —                                                                                   | 95  | Besarion Japaridze             | Gruzie                  | nedojel do cíle 1. kola | nedojel do cíle 1. kola | nedojel do cíle 1. kola | nedojel do cíle 1. kola | nedojel do cíle 1. kola | nedojel do cíle 1. kola |
| —                                                                                   | 99  | Tang Calcy Ning-chien          | Čínská Tchaj-pej        | nedojel do cíle 1. kola | nedojel do cíle 1. kola | nedojel do cíle 1. kola | nedojel do cíle 1. kola | nedojel do cíle 1. kola | nedojel do cíle 1. kola |
| —                                                                                   | 100 | Yassine Aouich                 | Maroko                  | nedojel do cíle 1. kola | nedojel do cíle 1. kola | nedojel do cíle 1. kola | nedojel do cíle 1. kola | nedojel do cíle 1. kola | nedojel do cíle 1. kola |
| —                                                                                   | 26  | Giuliano Razzoli               | Itálie                  | diskvalifikován         | diskvalifikován         | diskvalifikován         | diskvalifikován         | diskvalifikován         | diskvalifikován         |
| První kolo odstartovalo v 10.00 hodin a druhé kolo navázalo od 13.30 hodin (UTC+1). |     |                                |                         |                         |                         |                         |                         |                         |                         |

## Kvalifikace
| P | SČ  | lyžař                          | stát                    | 1. kolo                 | pořadí                  | 2. kolo                 | pořadí                  | celkově                 | ztráta                  | poznámka |
| --- | --- | ------------------------------ | ----------------------- | ----------------------- | ----------------------- | ----------------------- | ----------------------- | ----------------------- | ----------------------- | -------- |
| 1. | 4   | Seigo Kató                     | Japonsko                | 47,02                   | 1                       | 48,60                   | 3                       | 1:35,62                 |                         | Q        |
| 2. | 8   | Kamen Zlatkov                  | Bulharsko               | 47,97                   | 4                       | 48,28                   | 2                       | 1:36,25                 | +0,63                   | Q        |
| 3. | 25  | Itamar Biran                   | Izrael                  | 47,54                   | 3                       | 48,72                   | 4                       | 1:36,26                 | +0,64                   | Q        |
| 4. | 7   | Sturla Snær Snorrason          | Island                  | 47,22                   | 2                       | 49,05                   | 5                       | 1:36,27                 | +0,65                   | Q        |
| 5. | 22  | Kalin Zlatkov                  | Bulharsko               | 48,59                   | 9                       | 47,86                   | 1                       | 1:36,45                 | +0,83                   | Q        |
| 6. | 2   | Tom Verbeke                    | Belgie                  | 47,97                   | 4                       | 49,22                   | 7                       | 1:37,19                 | +1,57                   | Q        |
| 7. | 11  | Nikita Alechin                 | Ruská lyžařská federace | 48,49                   | 8                       | 49,11                   | 6                       | 1:37,60                 | +1,98                   | Q        |
| 8. | 28  | Eliot Grandjean                | Belgie                  | 48,04                   | 6                       | 49,60                   | 8                       | 1:37,64                 | +2,02                   | Q        |
| 9. | 5   | Tormis Laine                   | Estonsko                | 48,44                   | 7                       | 49,80                   | 10                      | 1:38,24                 | +2,62                   | Q        |
| 10. | 12  | Alex Leever                    | USA                     | 48,93                   | 10                      | 49,96                   | 12                      | 1:38,89                 | +3,27                   | Q        |
| 11. | 6   | Juhan Luik                     | Estonsko                | 49,22                   | 11                      | 50,15                   | 14                      | 1:39,37                 | +3,75                   | Q        |
| 12. | 15  | Cristian Javier Simari Birkner | Argentina               | 49,52                   | 12                      | 50,06                   | 13                      | 1:39,58                 | +3,96                   | Q        |
| 13. | 27  | Ioannis Proios                 | Řecko                   | 49,96                   | 14                      | 49,71                   | 9                       | 1:39,67                 | +4,05                   | Q        |
| 14. | 13  | Tijan Marovt                   | Slovinsko               | 49,68                   | 13                      | 50,97                   | 19                      | 1:40,65                 | +5,03                   | Q        |
| 15. | 39  | Konstantin Stoilov             | Bulharsko               | 51,14                   | 18                      | 50,23                   | 15                      | 1:41,37                 | +5,75                   | Q        |
| 16. | 35  | Elvis Opmanis                  | Lotyšsko                | 51,11                   | 17                      | 50,81                   | 18                      | 1:41,92                 | +6,30                   | Q        |
| 17. | 34  | Ioannis Antoniou               | Řecko                   | 51,42                   | 19                      | 50,78                   | 17                      | 1:42,20                 | +6,58                   | Q        |
| 18. | 54  | Kevin Qerimi                   | Albánie                 | 52,51                   | 22                      | 49,82                   | 11                      | 1:42,33                 | +6,71                   | Q        |
| 19. | 20  | Casper Dyrbye Næsted           | Dánsko                  | 50,83                   | 15                      | 51,58                   | 24                      | 1:42,41                 | +6,79                   | Q        |
| 20. | 42  | Matthieu Osch                  | Lucembursko             | 51,88                   | 21                      | 50,98                   | 20                      | 1:42,86                 | +7,24                   | Q        |
| 21. | 24  | Juan Pablo Vallecillo          | Argentina               | 50,95                   | 16                      | 51,95                   | 26                      | 1:42,90                 | +7,28                   | Q        |
| 22. | 48  | Márton Kékesi                  | Maďarsko                | 53,19                   | 28                      | 50,34                   | 16                      | 1:43,53                 | +7,91                   | Q        |
| 23. | 44  | Erjon Tola                     | Albánie                 | 52,72                   | 24                      | 51,12                   | 21                      | 1:43,84                 | +8,22                   | Q        |
| 24. | 82  | Besarion Džaparidze            | Gruzie                  | 52,78                   | 25                      | 51,53                   | 23                      | 1:44,31                 | +8,69                   | Q        |
| 25. | 45  | Marcus Vorre                   | Dánsko                  | 51,63                   | 20                      | 53,00                   | 29                      | 1:44,63                 | +9,01                   | Q        |
| 26. | 37  | Nikolaos Tziovas               | Řecko                   | 53,07                   | 27                      | 51,67                   | 25                      | 1:44,74                 | +9,12                   |          |
| 27. | 40  | Tamás Trunk                    | Maďarsko                | 52,51                   | 22                      | 52,77                   | 28                      | 1:45,28                 | +9,66                   |          |
| 28. | 55  | Dardan Dehari                  | Severní Makedonie       | 54,37                   | 29                      | 51,41                   | 22                      | 1:45,78                 | +10,16                  | q        |
| 29. | 56  | Ivan Kovbasňuk                 | Ukrajina                | 54,93                   | 31                      | 52,45                   | 27                      | 1:47,38                 | +11,76                  | q        |
| 30. | 52  | Baptiste Aranjo                | Portugalsko             | 54,42                   | 30                      | 54,67                   | 33                      | 1:49,09                 | +13,47                  | q        |
| 31. | 71  | Gauti Guðmundsson              | Island                  | 57,63                   | 39                      | 53,02                   | 30                      | 1:50,65                 | +15,03                  |          |
| 32. | 69  | Yianno Kouyoumdjian            | Kypr                    | 57,26                   | 38                      | 53,91                   | 31                      | 1:51,17                 | +15,55                  | q        |
| 33. | 80  | Albin Táhiri                   | Kosovo                  | 56,57                   | 34                      | 54,65                   | 32                      | 1:51,22                 | +15,60                  | q        |
| 34. | 57  | Behnam Kia Shemshaki           | Írán                    | 56,19                   | 32                      | 55,06                   | 34                      | 1:51,25                 | +15,63                  | q        |
| 35. | 96  | Ricardo Brancal                | Portugalsko             | 58,20                   | 42                      | 55,77                   | 35                      | 1:53,97                 | +18,35                  |          |
| 36. | 85  | Christopher Holm               | Brazílie                | 57,88                   | 40                      | 56,36                   | 36                      | 1:54,24                 | +18,62                  |          |
| 36. | 63  | Nima Baha                      | Írán                    | 56,50                   | 33                      | 57,74                   | 39                      | 1:54,24                 | +18,62                  |          |
| 38. | 102 | Alberto Tamagnini              | San Marino              | 58,11                   | 41                      | 57,35                   | 37                      | 1:55,46                 | +19,84                  | q        |
| 39. | 73  | Gustavs Ābele                  | Lotyšsko                | 59,97                   | 45                      | 58,10                   | 41                      | 1:58,07                 | +22,45                  |          |
| 40. | 95  | Matteo Gatti                   | San Marino              | 1:00,95                 | 46                      | 57,47                   | 38                      | 1:58,42                 | +22,80                  |          |
| 41. | 77  | Demetrios Maxim                | Kypr                    | 1:01,04                 | 47                      | 58,00                   | 40                      | 1:59,04                 | +23,42                  |          |
| 42. | 87  | Vakaris Jokūbas Lapienis       | Litva                   | 58,96                   | 44                      | 1:03,24                 | 43                      | 2:02,20                 | +26,58                  |          |
| 43. | 81  | Arbi Pupovci                   | Kosovo                  | 1:05,78                 | 48                      | 59,31                   | 42                      | 2:05,09                 | +29,47                  |          |
| 44. | 109 | Saphal-Ram Šrestha             | Nepál                   | 1:10,04                 | 49                      | 1:05,82                 | 44                      | 2:15,86                 | +40,24                  |          |
| 45. | 108 | Yassine Aouich                 | Maroko                  | 1:16,73                 | 50                      | 1:11,71                 | 45                      | 2:28,44                 | +52,82                  | q        |
| — | 61  | Mihajlo Djordjević             | Srbsko                  | 52,97                   | 26                      | nedojel do cíle 2. kola | nedojel do cíle 2. kola | nedojel do cíle 2. kola | nedojel do cíle 2. kola |          |
| — | 88  | Ezio Leonetti                  | Albánie                 | 56,61                   | 35                      | nedojel do cíle 2. kola | nedojel do cíle 2. kola | nedojel do cíle 2. kola | nedojel do cíle 2. kola |          |
| — | 67  | Viktor Petkov                  | Severní Makedonie       | 56,97                   | 36                      | nedojel do cíle 2. kola | nedojel do cíle 2. kola | nedojel do cíle 2. kola | nedojel do cíle 2. kola |          |
| — | 86  | Cesar Arnouk                   | Libanon                 | 57,09                   | 37                      | nedojel do cíle 2. kola | nedojel do cíle 2. kola | nedojel do cíle 2. kola | nedojel do cíle 2. kola | q        |
| — | 72  | Haruťun Haruťunjan             | Arménie                 | 58,43                   | 43                      | nedojel do cíle 2. kola | nedojel do cíle 2. kola | nedojel do cíle 2. kola | nedojel do cíle 2. kola | q        |
| — | 1   | Willis Feasey                  | Nový Zéland             | nedojel do cíle 1. kola | nedojel do cíle 1. kola | nedojel do cíle 1. kola | nedojel do cíle 1. kola | nedojel do cíle 1. kola | nedojel do cíle 1. kola |          |
| — | 3   | Tomás Birkner de Miguel        | Argentina               | nedojel do cíle 1. kola | nedojel do cíle 1. kola | nedojel do cíle 1. kola | nedojel do cíle 1. kola | nedojel do cíle 1. kola | nedojel do cíle 1. kola |          |
| — | 9   | Miks Zvejnieks                 | Lotyšsko                | nedojel do cíle 1. kola | nedojel do cíle 1. kola | nedojel do cíle 1. kola | nedojel do cíle 1. kola | nedojel do cíle 1. kola | nedojel do cíle 1. kola |          |
| — | 10  | Hong Dong-kwan                 | Jižní Korea             | nedojel do cíle 1. kola | nedojel do cíle 1. kola | nedojel do cíle 1. kola | nedojel do cíle 1. kola | nedojel do cíle 1. kola | nedojel do cíle 1. kola | q        |
| — | 14  | Emir Lokmić                    | Bosna a Hercegovina     | nedojel do cíle 1. kola | nedojel do cíle 1. kola | nedojel do cíle 1. kola | nedojel do cíle 1. kola | nedojel do cíle 1. kola | nedojel do cíle 1. kola | q        |
| — | 16  | Benjamin Szőllős               | Izrael                  | nedojel do cíle 1. kola | nedojel do cíle 1. kola | nedojel do cíle 1. kola | nedojel do cíle 1. kola | nedojel do cíle 1. kola | nedojel do cíle 1. kola |          |
| — | 17  | Marko Šljivić                  | Bosna a Hercegovina     | nedojel do cíle 1. kola | nedojel do cíle 1. kola | nedojel do cíle 1. kola | nedojel do cíle 1. kola | nedojel do cíle 1. kola | nedojel do cíle 1. kola |          |
| — | 18  | Alec Scott                     | Irsko                   | nedojel do cíle 1. kola | nedojel do cíle 1. kola | nedojel do cíle 1. kola | nedojel do cíle 1. kola | nedojel do cíle 1. kola | nedojel do cíle 1. kola |          |
| — | 19  | Strahinja Stanišić             | Srbsko                  | nedojel do cíle 1. kola | nedojel do cíle 1. kola | nedojel do cíle 1. kola | nedojel do cíle 1. kola | nedojel do cíle 1. kola | nedojel do cíle 1. kola | q        |
| — | 21  | Barnabás Szőllős               | Izrael                  | nedojel do cíle 1. kola | nedojel do cíle 1. kola | nedojel do cíle 1. kola | nedojel do cíle 1. kola | nedojel do cíle 1. kola | nedojel do cíle 1. kola |          |
| — | 23  | Cormac Comerford               | Irsko                   | nedojel do cíle 1. kola | nedojel do cíle 1. kola | nedojel do cíle 1. kola | nedojel do cíle 1. kola | nedojel do cíle 1. kola | nedojel do cíle 1. kola | q        |
| — | 26  | Hugh McAdam                    | Austrálie               | nedojel do cíle 1. kola | nedojel do cíle 1. kola | nedojel do cíle 1. kola | nedojel do cíle 1. kola | nedojel do cíle 1. kola | nedojel do cíle 1. kola |          |
| — | 29  | Žaks Gedra                     | Lotyšsko                | nedojel do cíle 1. kola | nedojel do cíle 1. kola | nedojel do cíle 1. kola | nedojel do cíle 1. kola | nedojel do cíle 1. kola | nedojel do cíle 1. kola |          |
| — | 30  | Jack Adams                     | Nový Zéland             | nedojel do cíle 1. kola | nedojel do cíle 1. kola | nedojel do cíle 1. kola | nedojel do cíle 1. kola | nedojel do cíle 1. kola | nedojel do cíle 1. kola | q        |
| — | 31  | Andrej Drukarov                | Litva                   | nedojel do cíle 1. kola | nedojel do cíle 1. kola | nedojel do cíle 1. kola | nedojel do cíle 1. kola | nedojel do cíle 1. kola | nedojel do cíle 1. kola | q        |
| — | 32  | Filip Baláž                    | Slovensko               | nedojel do cíle 1. kola | nedojel do cíle 1. kola | nedojel do cíle 1. kola | nedojel do cíle 1. kola | nedojel do cíle 1. kola | nedojel do cíle 1. kola | q        |
| — | 33  | Michel Macedo                  | Brazílie                | nedojel do cíle 1. kola | nedojel do cíle 1. kola | nedojel do cíle 1. kola | nedojel do cíle 1. kola | nedojel do cíle 1. kola | nedojel do cíle 1. kola | q        |
| — | 38  | Andrés Figueroa                | Chile                   | nedojel do cíle 1. kola | nedojel do cíle 1. kola | nedojel do cíle 1. kola | nedojel do cíle 1. kola | nedojel do cíle 1. kola | nedojel do cíle 1. kola | q        |
| — | 41  | Bálint Úry                     | Maďarsko                | nedojel do cíle 1. kola | nedojel do cíle 1. kola | nedojel do cíle 1. kola | nedojel do cíle 1. kola | nedojel do cíle 1. kola | nedojel do cíle 1. kola |          |
| — | 43  | Bence Nagy                     | Maďarsko                | nedojel do cíle 1. kola | nedojel do cíle 1. kola | nedojel do cíle 1. kola | nedojel do cíle 1. kola | nedojel do cíle 1. kola | nedojel do cíle 1. kola |          |
| — | 46  | Eldar Salihović                | Černá Hora              | nedojel do cíle 1. kola | nedojel do cíle 1. kola | nedojel do cíle 1. kola | nedojel do cíle 1. kola | nedojel do cíle 1. kola | nedojel do cíle 1. kola | q        |
| — | 47  | Michael Poettoz                | Kolumbie                | nedojel do cíle 1. kola | nedojel do cíle 1. kola | nedojel do cíle 1. kola | nedojel do cíle 1. kola | nedojel do cíle 1. kola | nedojel do cíle 1. kola | q        |
| — | 50  | Dino Terzić                    | Bosna a Hercegovina     | nedojel do cíle 1. kola | nedojel do cíle 1. kola | nedojel do cíle 1. kola | nedojel do cíle 1. kola | nedojel do cíle 1. kola | nedojel do cíle 1. kola |          |
| — | 51  | Nicolás Pirozzi                | Chile                   | nedojel do cíle 1. kola | nedojel do cíle 1. kola | nedojel do cíle 1. kola | nedojel do cíle 1. kola | nedojel do cíle 1. kola | nedojel do cíle 1. kola |          |
| — | 53  | Bjarki Guðmundsson             | Island                  | nedojel do cíle 1. kola | nedojel do cíle 1. kola | nedojel do cíle 1. kola | nedojel do cíle 1. kola | nedojel do cíle 1. kola | nedojel do cíle 1. kola |          |
| — | 58  | Christian Skov Jensen          | Dánsko                  | nedojel do cíle 1. kola | nedojel do cíle 1. kola | nedojel do cíle 1. kola | nedojel do cíle 1. kola | nedojel do cíle 1. kola | nedojel do cíle 1. kola |          |
| — | 59  | Rastko Blagojević              | Srbsko                  | nedojel do cíle 1. kola | nedojel do cíle 1. kola | nedojel do cíle 1. kola | nedojel do cíle 1. kola | nedojel do cíle 1. kola | nedojel do cíle 1. kola |          |
| — | 60  | Georg Fannar Þórðarson         | Island                  | nedojel do cíle 1. kola | nedojel do cíle 1. kola | nedojel do cíle 1. kola | nedojel do cíle 1. kola | nedojel do cíle 1. kola | nedojel do cíle 1. kola |          |
| — | 62  | Pouria Saveh-Šemšaki           | Írán                    | nedojel do cíle 1. kola | nedojel do cíle 1. kola | nedojel do cíle 1. kola | nedojel do cíle 1. kola | nedojel do cíle 1. kola | nedojel do cíle 1. kola |          |
| — | 64  | Veselin Zlatković              | Srbsko                  | nedojel do cíle 1. kola | nedojel do cíle 1. kola | nedojel do cíle 1. kola | nedojel do cíle 1. kola | nedojel do cíle 1. kola | nedojel do cíle 1. kola |          |
| — | 65  | Maxym Marijčyn                 | Ukrajina                | nedojel do cíle 1. kola | nedojel do cíle 1. kola | nedojel do cíle 1. kola | nedojel do cíle 1. kola | nedojel do cíle 1. kola | nedojel do cíle 1. kola |          |
| — | 66  | Harun Kunovac                  | Bosna a Hercegovina     | nedojel do cíle 1. kola | nedojel do cíle 1. kola | nedojel do cíle 1. kola | nedojel do cíle 1. kola | nedojel do cíle 1. kola | nedojel do cíle 1. kola |          |
| — | 68  | Alexandru Stefanescu           | Rumunsko                | nedojel do cíle 1. kola | nedojel do cíle 1. kola | nedojel do cíle 1. kola | nedojel do cíle 1. kola | nedojel do cíle 1. kola | nedojel do cíle 1. kola | q        |
| — | 70  | Mychajlo Karpušyn              | Ukrajina                | nedojel do cíle 1. kola | nedojel do cíle 1. kola | nedojel do cíle 1. kola | nedojel do cíle 1. kola | nedojel do cíle 1. kola | nedojel do cíle 1. kola |          |
| — | 74  | Mirko Lazareski                | Severní Makedonie       | nedojel do cíle 1. kola | nedojel do cíle 1. kola | nedojel do cíle 1. kola | nedojel do cíle 1. kola | nedojel do cíle 1. kola | nedojel do cíle 1. kola |          |
| — | 75  | Ašot Karapeťan                 | Arménie                 | nedojel do cíle 1. kola | nedojel do cíle 1. kola | nedojel do cíle 1. kola | nedojel do cíle 1. kola | nedojel do cíle 1. kola | nedojel do cíle 1. kola |          |
| — | 76  | Levko Cibelenko                | Ukrajina                | nedojel do cíle 1. kola | nedojel do cíle 1. kola | nedojel do cíle 1. kola | nedojel do cíle 1. kola | nedojel do cíle 1. kola | nedojel do cíle 1. kola |          |
| — | 78  | Richardson Viano               | Haiti                   | nedojel do cíle 1. kola | nedojel do cíle 1. kola | nedojel do cíle 1. kola | nedojel do cíle 1. kola | nedojel do cíle 1. kola | nedojel do cíle 1. kola | q        |
| — | 83  | Soso Japharidze                | Gruzie                  | nedojel do cíle 1. kola | nedojel do cíle 1. kola | nedojel do cíle 1. kola | nedojel do cíle 1. kola | nedojel do cíle 1. kola | nedojel do cíle 1. kola |          |
| — | 84  | Bojan Kosić                    | Černá Hora              | nedojel do cíle 1. kola | nedojel do cíle 1. kola | nedojel do cíle 1. kola | nedojel do cíle 1. kola | nedojel do cíle 1. kola | nedojel do cíle 1. kola |          |
| — | 89  | Sandro Zhorzholiani            | Gruzie                  | nedojel do cíle 1. kola | nedojel do cíle 1. kola | nedojel do cíle 1. kola | nedojel do cíle 1. kola | nedojel do cíle 1. kola | nedojel do cíle 1. kola |          |
| — | 90  | Naim Fenianos                  | Libanon                 | nedojel do cíle 1. kola | nedojel do cíle 1. kola | nedojel do cíle 1. kola | nedojel do cíle 1. kola | nedojel do cíle 1. kola | nedojel do cíle 1. kola |          |
| — | 91  | Valentino Caputi               | Brazílie                | nedojel do cíle 1. kola | nedojel do cíle 1. kola | nedojel do cíle 1. kola | nedojel do cíle 1. kola | nedojel do cíle 1. kola | nedojel do cíle 1. kola |          |
| — | 92  | Vladimir Vukmirović            | Černá Hora              | nedojel do cíle 1. kola | nedojel do cíle 1. kola | nedojel do cíle 1. kola | nedojel do cíle 1. kola | nedojel do cíle 1. kola | nedojel do cíle 1. kola |          |
| — | 93  | Cyril Kayrouz                  | Libanon                 | nedojel do cíle 1. kola | nedojel do cíle 1. kola | nedojel do cíle 1. kola | nedojel do cíle 1. kola | nedojel do cíle 1. kola | nedojel do cíle 1. kola |          |
| — | 94  | Marcus Riis                    | Dánsko                  | nedojel do cíle 1. kola | nedojel do cíle 1. kola | nedojel do cíle 1. kola | nedojel do cíle 1. kola | nedojel do cíle 1. kola | nedojel do cíle 1. kola |          |
| — | 97  | Yohan Goutt Goncalves          | Východní Timor          | nedojel do cíle 1. kola | nedojel do cíle 1. kola | nedojel do cíle 1. kola | nedojel do cíle 1. kola | nedojel do cíle 1. kola | nedojel do cíle 1. kola | q        |
| — | 98  | Nodar Kozanašvili              | Gruzie                  | nedojel do cíle 1. kola | nedojel do cíle 1. kola | nedojel do cíle 1. kola | nedojel do cíle 1. kola | nedojel do cíle 1. kola | nedojel do cíle 1. kola |          |
| — | 99  | Mackenson Florindo             | Haiti                   | nedojel do cíle 1. kola | nedojel do cíle 1. kola | nedojel do cíle 1. kola | nedojel do cíle 1. kola | nedojel do cíle 1. kola | nedojel do cíle 1. kola |          |
| — | 100 | Ray Iskandar                   | Libanon                 | nedojel do cíle 1. kola | nedojel do cíle 1. kola | nedojel do cíle 1. kola | nedojel do cíle 1. kola | nedojel do cíle 1. kola | nedojel do cíle 1. kola |          |
| — | 101 | Andreas Epiphaniou             | Kypr                    | nedojel do cíle 1. kola | nedojel do cíle 1. kola | nedojel do cíle 1. kola | nedojel do cíle 1. kola | nedojel do cíle 1. kola | nedojel do cíle 1. kola |          |
| — | 103 | Vlatko Anastasoski             | Severní Makedonie       | nedojel do cíle 1. kola | nedojel do cíle 1. kola | nedojel do cíle 1. kola | nedojel do cíle 1. kola | nedojel do cíle 1. kola | nedojel do cíle 1. kola |          |
| — | 104 | Tang Calcy Ning-chien          | Čínská Tchaj-pej        | nedojel do cíle 1. kola | nedojel do cíle 1. kola | nedojel do cíle 1. kola | nedojel do cíle 1. kola | nedojel do cíle 1. kola | nedojel do cíle 1. kola | q        |
| — | 105 | Mahdi Idhya                    | Maroko                  | nedojel do cíle 1. kola | nedojel do cíle 1. kola | nedojel do cíle 1. kola | nedojel do cíle 1. kola | nedojel do cíle 1. kola | nedojel do cíle 1. kola |          |
| — | 106 | Hubertus von Hohenlohe         | Mexiko                  | nedojel do cíle 1. kola | nedojel do cíle 1. kola | nedojel do cíle 1. kola | nedojel do cíle 1. kola | nedojel do cíle 1. kola | nedojel do cíle 1. kola |          |
| — | 107 | Hajk Gegamjan                  | Arménie                 | nedojel do cíle 1. kola | nedojel do cíle 1. kola | nedojel do cíle 1. kola | nedojel do cíle 1. kola | nedojel do cíle 1. kola | nedojel do cíle 1. kola |          |
| — | 110 | Vasil Veriga                   | Albánie                 | nedojel do cíle 1. kola | nedojel do cíle 1. kola | nedojel do cíle 1. kola | nedojel do cíle 1. kola | nedojel do cíle 1. kola | nedojel do cíle 1. kola |          |
| — | 112 | Arif Mohd Khan                 | Indie                   | nedojel do cíle 1. kola | nedojel do cíle 1. kola | nedojel do cíle 1. kola | nedojel do cíle 1. kola | nedojel do cíle 1. kola | nedojel do cíle 1. kola |          |
| — | 111 | Jean-Pierre Roy                | Haiti                   | diskvalifikován         | diskvalifikován         | diskvalifikován         | diskvalifikován         | diskvalifikován         | diskvalifikován         |          |
| — | 36  | Kai Horwitz                    | Chile                   | nenastoupil na start    | nenastoupil na start    | nenastoupil na start    | nenastoupil na start    | nenastoupil na start    | nenastoupil na start    |          |
| — | 49  | Seyed Morteza Džafarí          | Írán                    | nenastoupil na start    | nenastoupil na start    | nenastoupil na start    | nenastoupil na start    | nenastoupil na start    | nenastoupil na start    |          |
| — | 79  | Vilius Aleksandravičius        | Litva                   | nenastoupil na start    | nenastoupil na start    | nenastoupil na start    | nenastoupil na start    | nenastoupil na start    | nenastoupil na start    |          |
| Kvalifikace 20. února 2021. První kolo odstartovalo v 10.00 hodin a druhé kolo navázalo od 13.30 hodin (UTC+1). Q – kvalifikován, q – dodatečně kvalifikován |     |                                |                         |                         |                         |                         |                         |                         |                         |          |